# Gypsophila (plant)
Gypsophila is een geslacht uit de anjerfamilie (Caryophyllaceae).
Het geslacht wordt in het Nederlands meestal gipskruid genoemd; dat is echter ook de naam van de soort Gypsophila muralis.
Het geslacht kent 80 tot 100 soorten. De planten zijn in het algemeen kalkminnend. De botanische naam is afgeleid van de Oudgriekse woorden γύψος (gupsos), 'gips' en φιλεῖν (philein), 'beminnen'.
De voornaamste verspreiding is in het Middellandse Zeegebied.
Het geslacht bevat vooral één en meerjarige, kruidachtige planten, en enkele halfstruiken.
Als geslacht in de onderfamilie Caryophylloideae zijn de kelkbladen vergroeid. De kelk is in de lengte gestreept. De bloemen zijn meestal klein en wit of roze. De kroonbladen gelijkmatig in de nagel versmald.
De bladeren van gipskruid zijn vaak vlezig, blauwachtig groen, en langwerpig tot lancetvormig.
Enkele soorten:
- Pluimgipskruid (Gypsophila paniculata) staat op de lijst van nieuwe planten in Nederland. De plant komt van nature voor in Zuidoost-Europa en West-Siberië en is in Nederland vanuit siertuinen verwilderd.
- Gipskruid (Gypsophila muralis) is een eenjarige plant van droogvallende plaatsen langs rivieren en plassen in de uiterwaarden. De plant komt van nature voor in Eurazië. De soort staat op de Nederlandse Rode lijst van planten als zeer zeldzaam en zeer sterk afgenomen.
- Kruipend gipskruid (Gypsophila repens) is een algemene plant in de Kalkalpen.
- Gypsophila elegans is een eenjarige plant die inheems is in Oost-Europa, de Kaukasus en West-Azië, en wordt als sierplant gebruikt. In Noord-Amerika is ze in een aantal staten ingeburgerd.

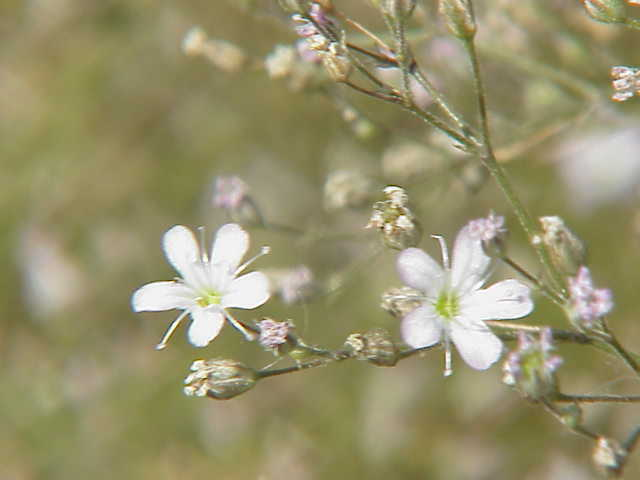
Gypsophila acutifolia
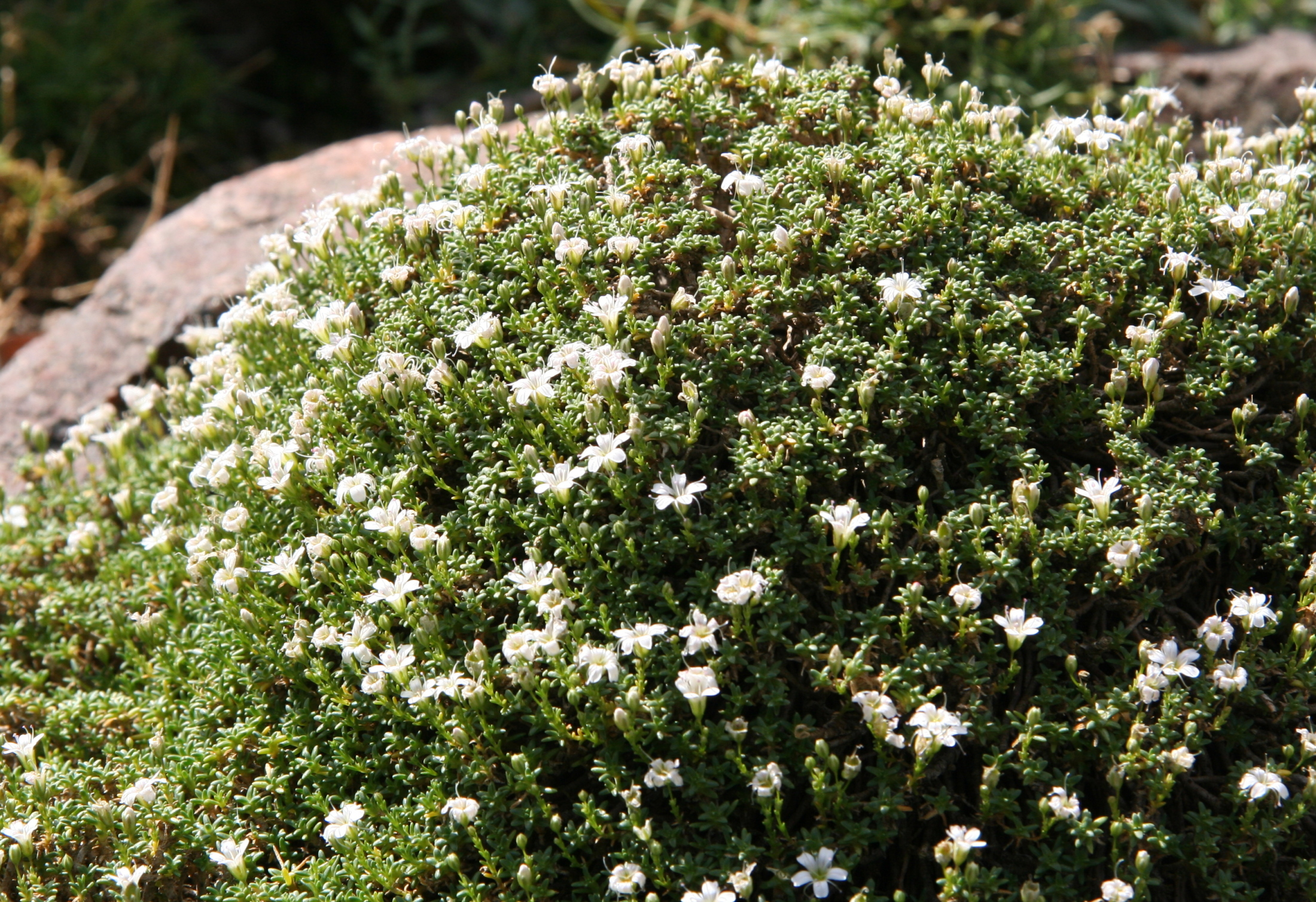
Gypsophila aretioides
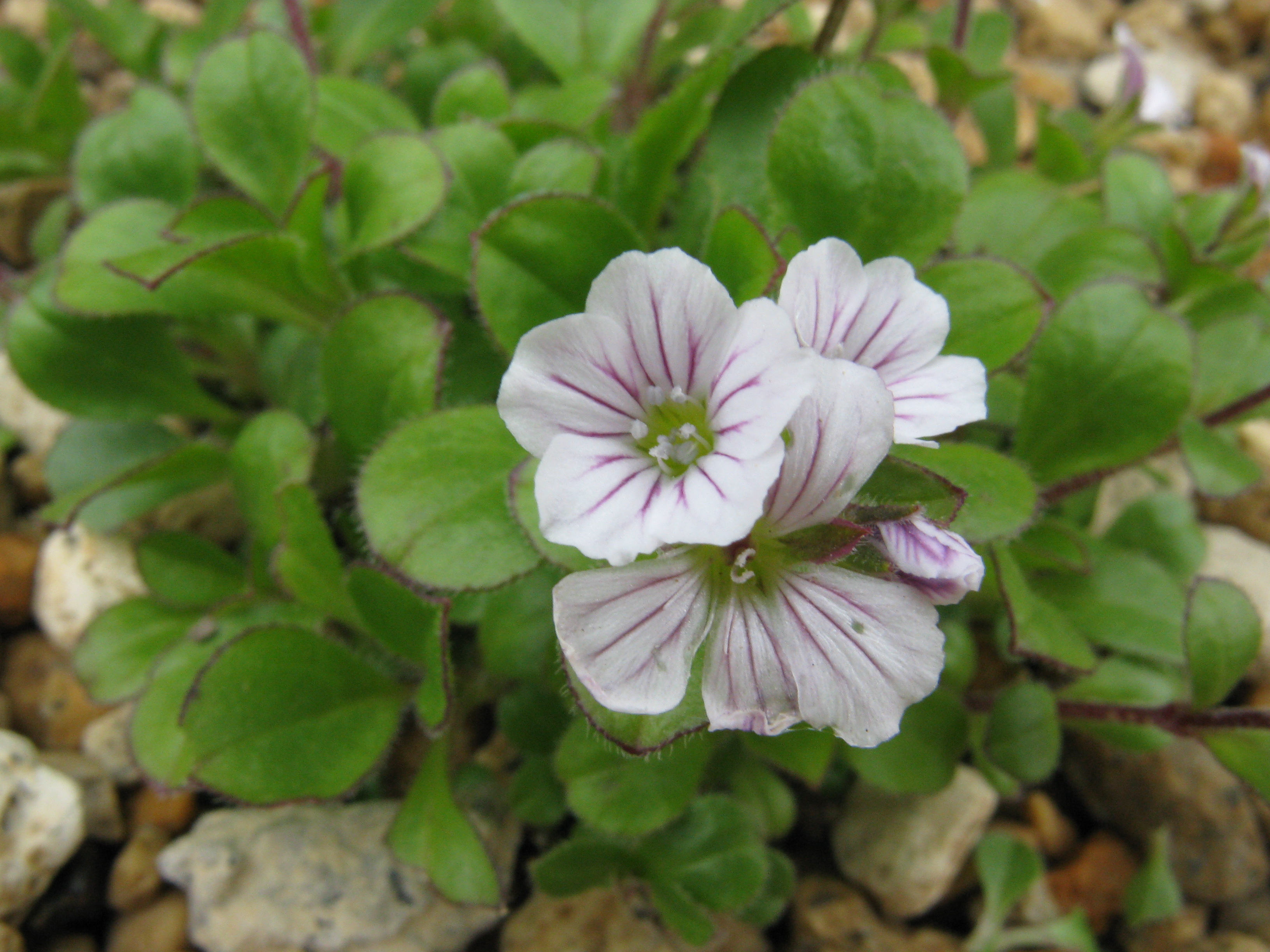
Gypsophila cerastioides
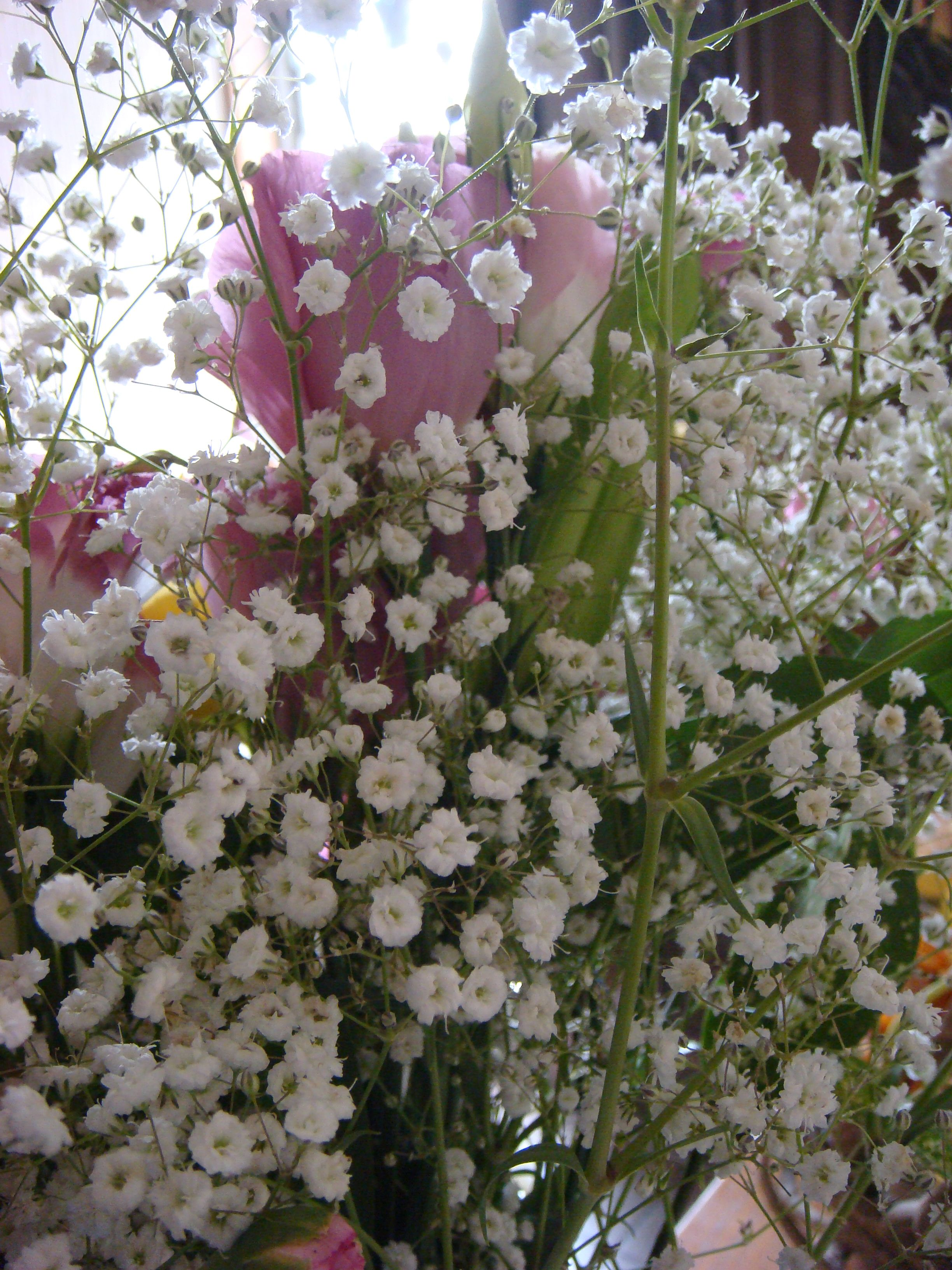
Gypsophila elegans
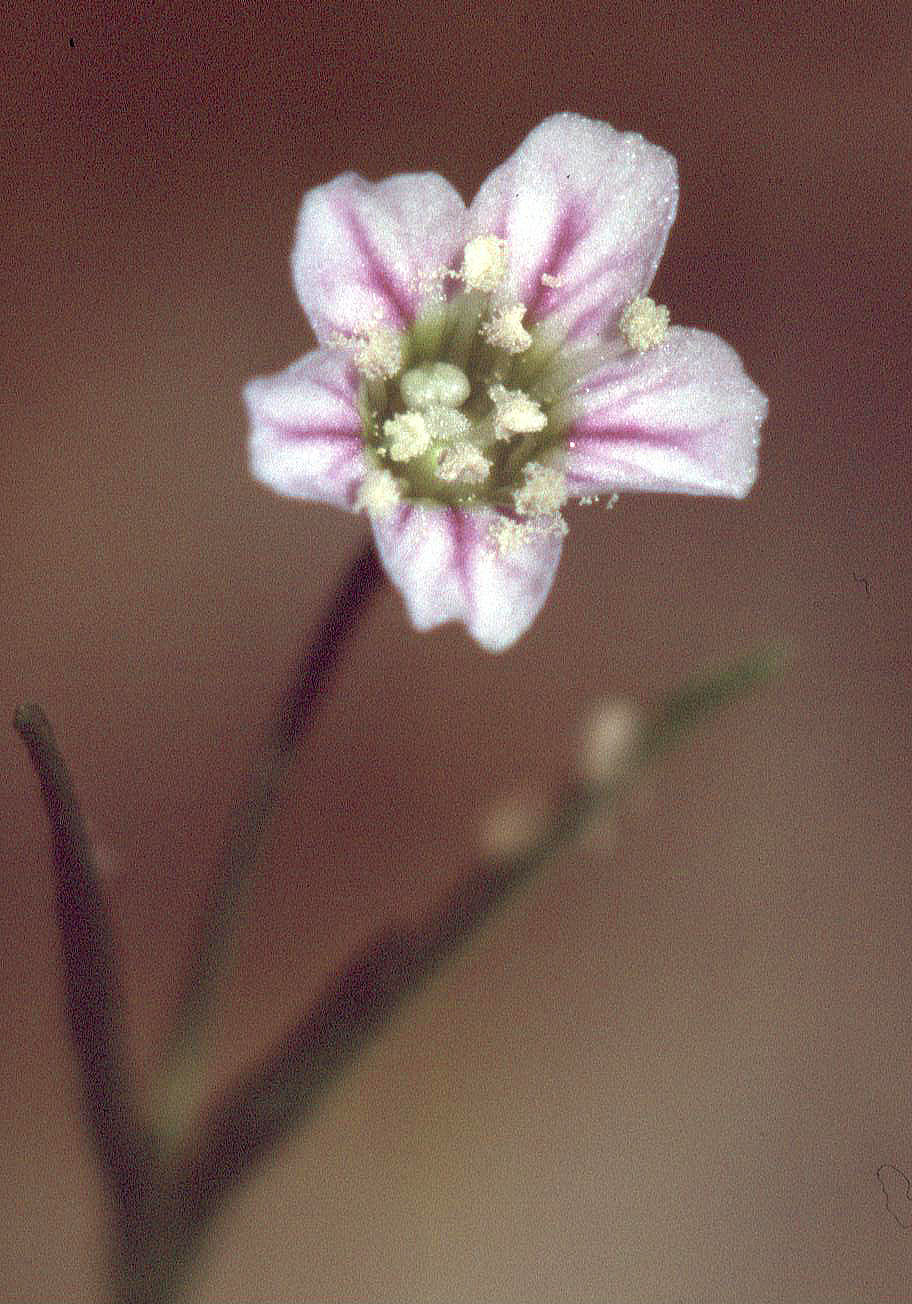
Gypsophila muralis
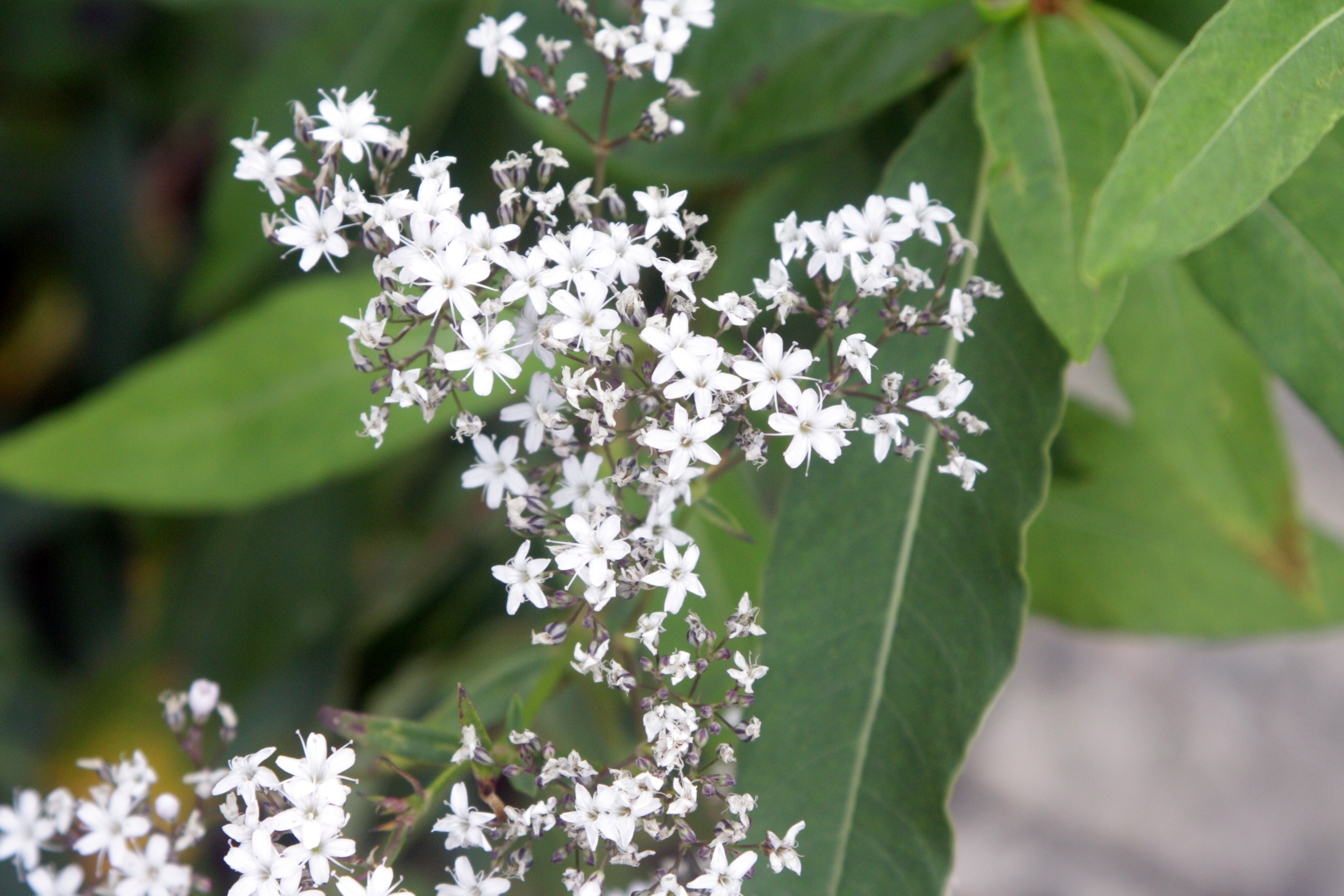
Gypsophila oldhamiana
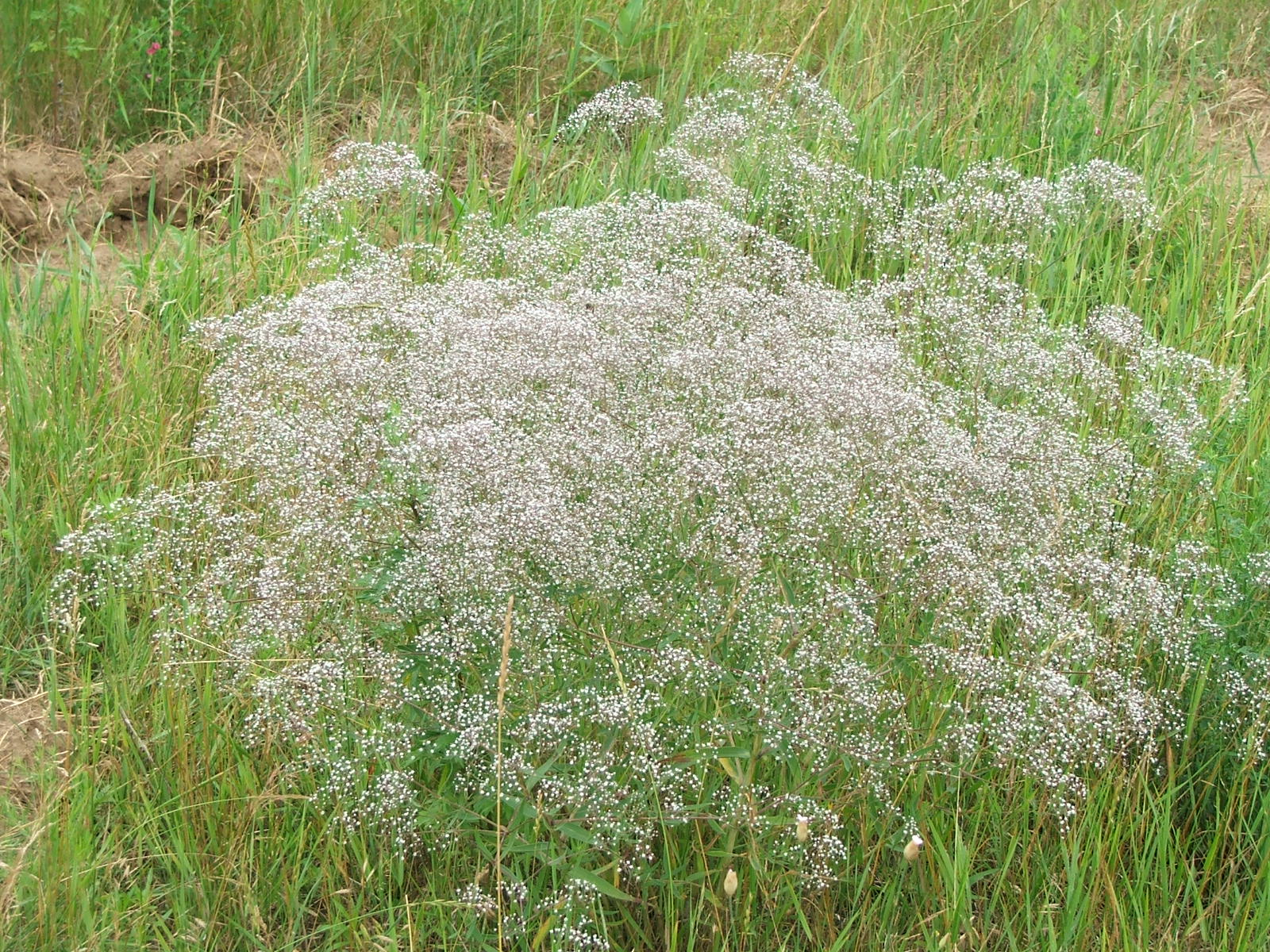
Gypsophila paniculata
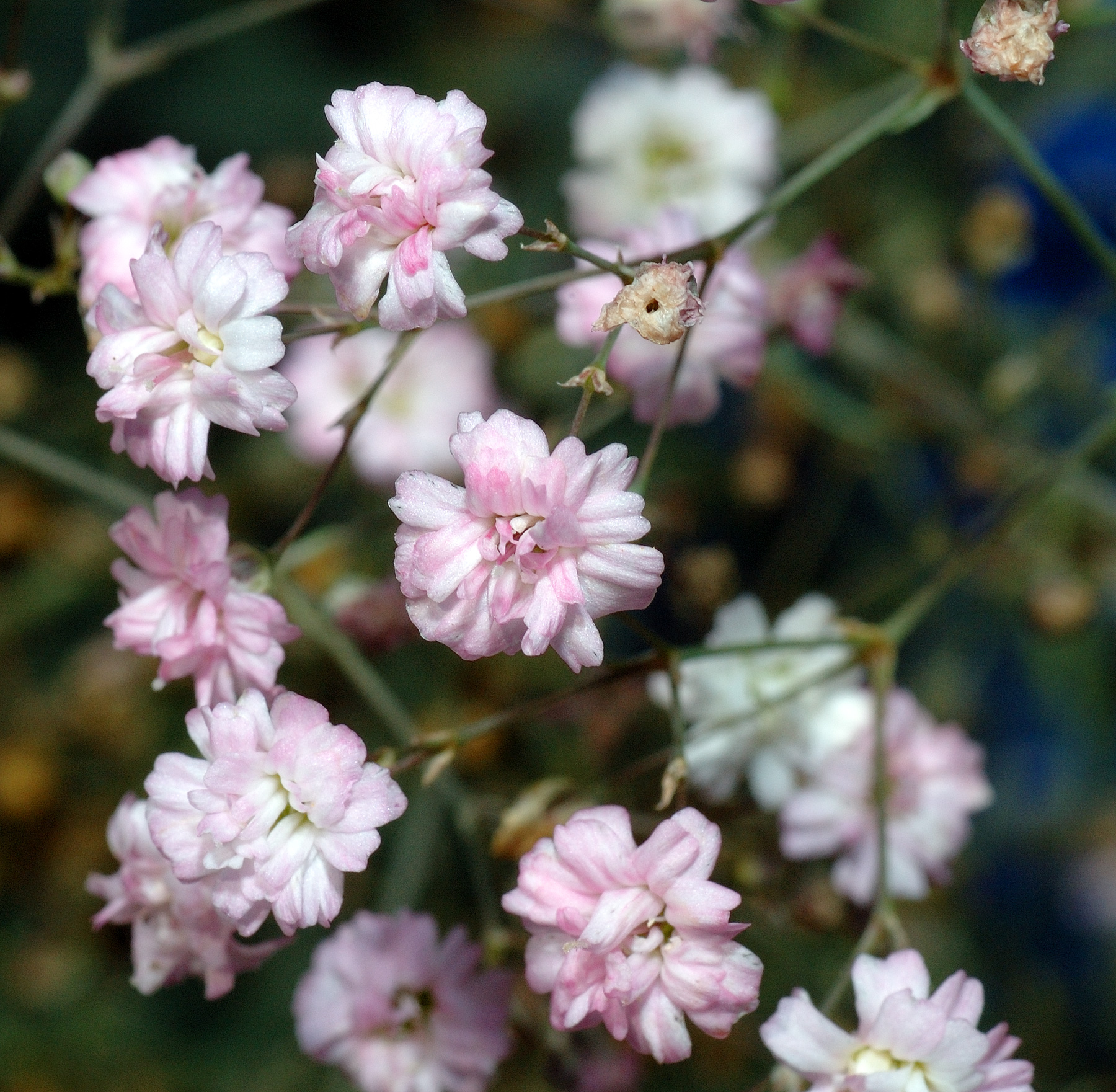
Gypsophila repens